# 第8集团军 (意大利)
第8集团军是意大利皇家陆军的一支集团军规模的部队，于1942年7月至1943年4月间在苏德战争作战。初始兵力235000人。第8集团军主力部队在斯大林格勒战役中被苏联红军消灭，之后贝尼托·墨索里尼将第8集团军残部从蘇聯撤回。